# Холгейт, Эдвин Хедлей
Эдвин Хедлей Холгейт (англ. Edwin Holgate, 19 августа 1892, Алландейл (Онтарио) Канада — 21 мая 1977, Монреаль, Канада), канадский артист, художник и гравёр по дереву. Холгейт сыграл важную роль в арт-сообществе Монреаля и музее изобразительного искусства Монреаля. Известность Эдвину принесли работы, на которых изображены обнажённые женские тела на фоне природы.

## Биография
Семья Эдвина Холгейта в 1895 году переехала на Ямайку, где его отец Работал инженером. В 1897 году родители его отправили в Торонто в школу. В 1901 году семья Эдвина вернулась из Ямайки и поселилась в Монреале.
Холгейт учился в художественной школе, организованной при Художественной ассоциации Монреаля (Art Association of Montreal) в классе Уильяма Бримнера. В 1912 году Эдвард отправился в Париж на учёбу. Во время путешествия на Украину началась Первая мировая война и Эдвард вернулся в Канаду через Азию. Вернулся во Францию Эдвин уже с канадской армией. В 1920—1922 годах учился в Париже у Адольфа Мильмана.

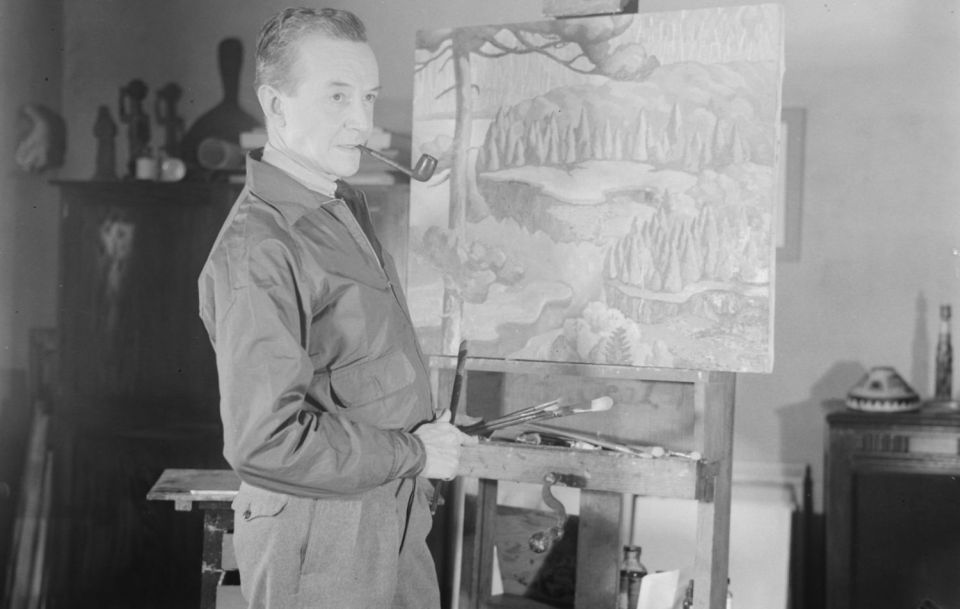
Эдвин Холгейт, в своём ателье в Монреале, 1940 год

Первая выставка Эдвина Холгейта прошла в Художественном клубе Монреаля в 1922 году. С 1928 по 1934 годы он преподавал в Монреальской школе изящных искусств, и затем с 1938 по 1940 — в художественной школе, действовавшей при Художественной ассоциации Монреаля. В 1930 году был приглашён в «Группу семи», незадолго до её распада.
Во время Второй мировой войны Эдвард работал военным художником в Англии. По возвращении с войны Эдвард отметил как сильно изменилось искусство и в 1946 году он переехал из Монреаля в небольшой городок Морин-Хайтс, расположенный в Лаврентийских нагорьях.
В 1975 году в Национальной галерее Канады прошла ретроспектива художника.